# Barriosuso (Burgos)
Barriosuso ist ein kleines Bergdorf mit etwa 20 Einwohnern in der Provinz Burgos in der nordspanischen autonomen Region Kastilien-León. Es gehört zur Gemeinde (municipio) Santibáñez del Val.

## Lage
Barriosuso liegt in den bergigen Gebieten im Süden der Provinz Burgos in einer Höhe von etwa 1040 m und ist knapp 60 km (Fahrtstrecke) in südöstlicher Richtung von der Stadt Burgos entfernt. Die sehenswerten Nachbarorte Santo Domingo de Silos und Covarrubias befinden sich ca. 8 km östlich bzw. 18 km nördlich. Das Städtchen Lerma ist etwa 28 km in westlicher Richtung entfernt.

## Bevölkerungsentwicklung
Das kleine Dorf hat seit Jahren unverändert um die 20 Einwohner.

## Wirtschaft
Die Region ist seit Jahrhunderten ganz wesentlich von der Landwirtschaft geprägt. In den Sommermonaten spielt auch der Tourismus (Vermietung von Ferienwohnungen) eine gewisse Rolle für die Einnahmen des Ortes.

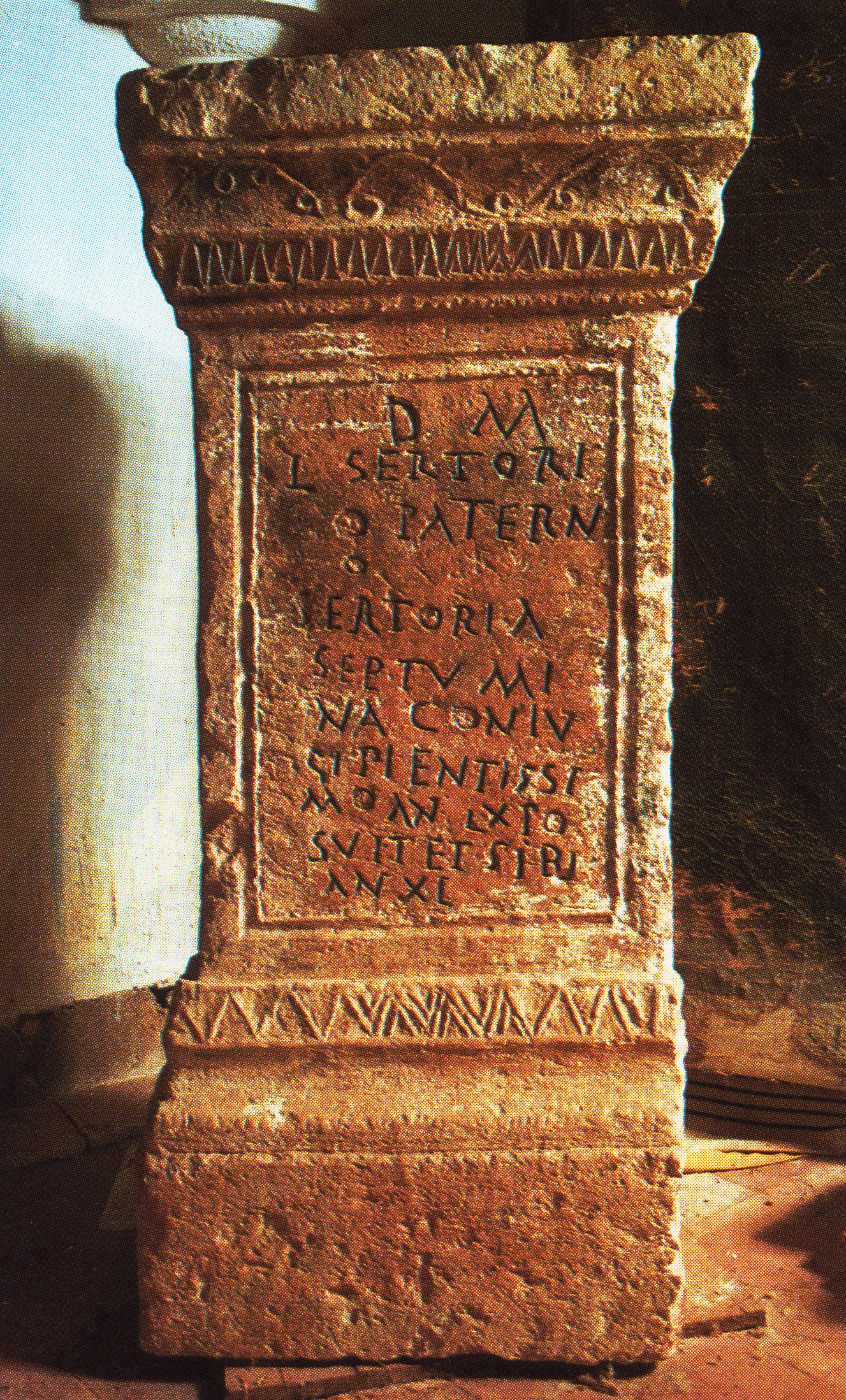
Römische Grabstele

## Geschichte
Auf dem Gebiet der ehemals selbständigen Gemeinde wurde im 19. Jahrhundert eine gut erhaltene römische Grabstele mit einer lateinischen Inschrift gefunden – sie diente als Stütze des romanischen Portikus der Einsiedlerkirche; westgotische Spuren fehlen. Nach der Eroberung großer Gebiete im Norden Spaniens durch den Islam war die Gegend jahrhundertelang weitgehend verlassen und wurde erst im 10. und 11. Jahrhundert durch Zuwanderer aus dem Süden (Mozaraber), aber auch aus dem Norden Spaniens wiederbesiedelt (repoblación).

## Sehenswürdigkeiten
- Die etwa 1200 m nördlich des Ortes gelegene Einsiedlerkirche (ermita) Santa Cecilia ist die einzige Kirche mit Anklängen an die mozarabische Architektur in der Provinz Burgos.
- Die aus weitgehend unbearbeiteten Bruchsteinen errichtete Pfarrkirche San Pelayo schmiegt sich an einen Berghang oberhalb des Ortes. Ihre Westseite wird von einem Glockengiebel (espadaña) überragt; im Osten findet sich eine annähernd quadratische Apsis. Das einschiffige Innere des Kirchleins hat weder Säulen noch Kapitelle und ist mit einem hölzernen Dachstuhl gedeckt. Insgesamt zeugt der Bau von den beschränkten finanziellen Möglichkeiten der Dorfbewohner.

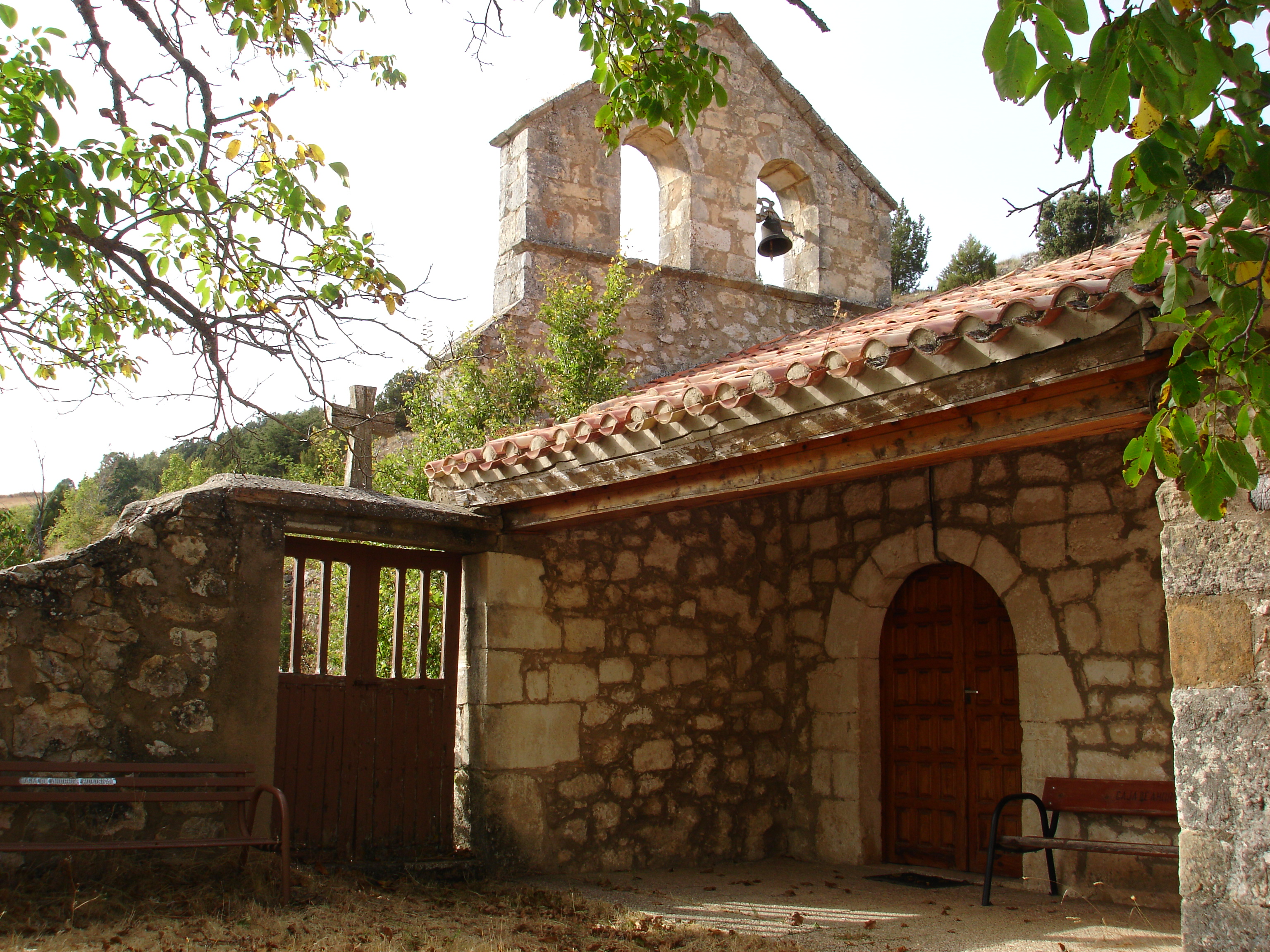
Kirche San Pelayo
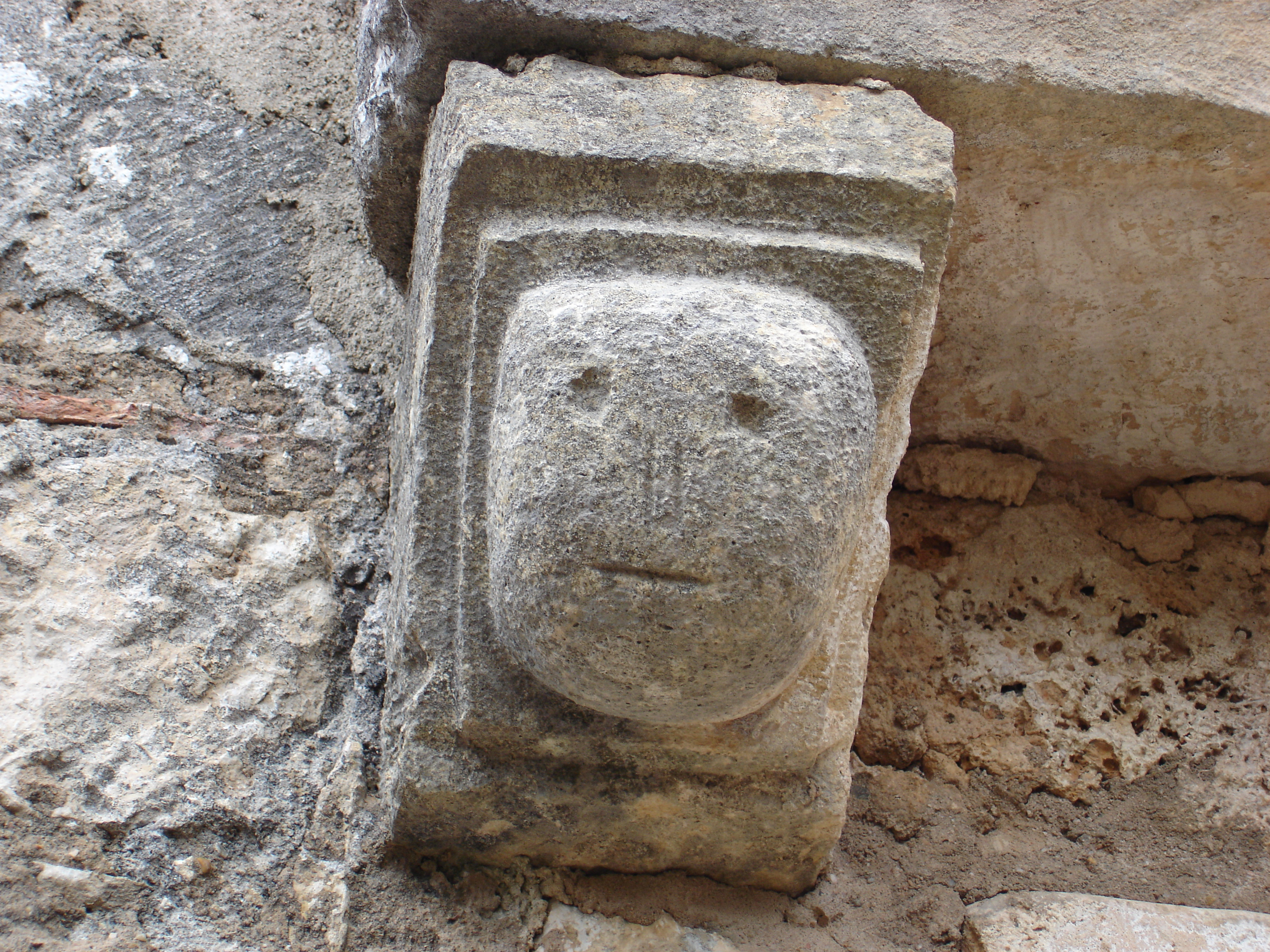
Konsolfigur (Kopf)
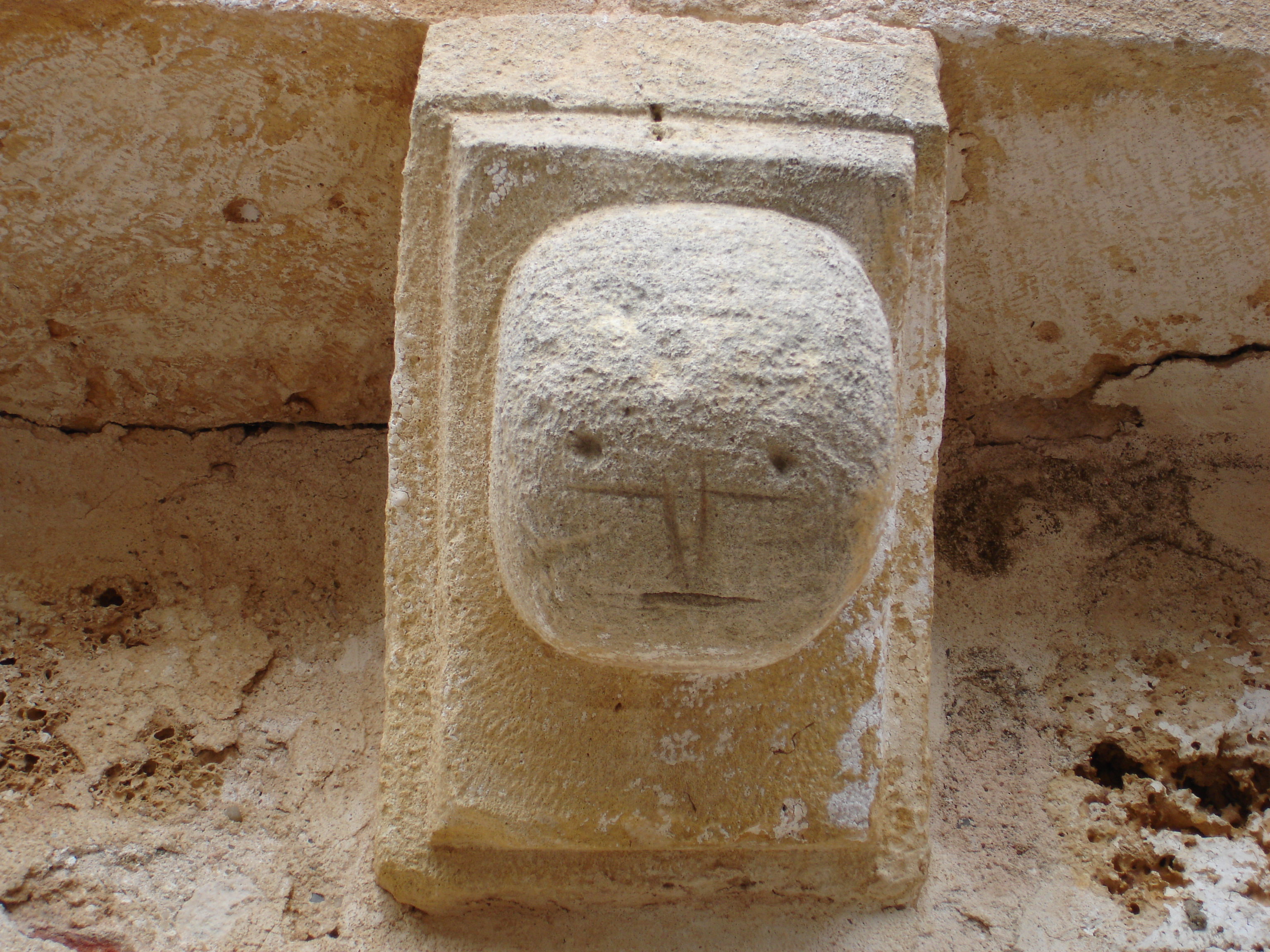
Konsolfigur (Kopf)